# Angelo Accattino
Angelo Accattino (né le 31 juillet 1966) est un prélat italien de l'Église catholique qui travaille dans le service diplomatique du Saint-Siège.

## Biographie
Angelo Accattino est né le 31 juillet 1966 à Asti, en Italie. Il étudié au séminaire de Casale et est ordonné prêtre du diocèse de Casale Monferrato le 25 juin 1994

## Carrière diplomatique
Il étudie à l'Académie ecclésiastique pontificale et entre au service diplomatique du Saint-Siège le 1er juillet 1999, occupant des postes à Trinité-et-Tobago (en), en Colombie (en) et au Pérou (en) ; à Rome dans les bureaux du Secrétairerie d'État ; et aux États-Unis et en Turquie (en)
Le 12 septembre 2017, le pape François le nomme archevêque titulaire de Sebana (de) et nonce apostolique en Bolivie (en). Il reçoit sa consécration épiscopale du cardinal Pietro Parolin le 25 novembre 2017 à Calliano,.
Le 2 janvier 2023, le pape François le nommé nonce apostolique en Tanzanie (en)